# Машкова, Мария Васильевна
Мари́я Васи́льевна Машко́ва (4 августа 1909, Лукино, Тамбовская губерния, Российская империя — 19 октября 1997, Санкт-Петербург, РФ) — советский библиограф, историк библиографии и книговед, Доктор педагогических наук (1972).

## Биография
Родилась в семье торговца. В ходе эсеровского Тамбовского восстания 1918 года погибли оба её брата.
С 1917 по 1927 год обучалась в средней школе 2-й ступени в Тамбове. В 1927 году поступила на восточноевропейское отделение факультета языка и материальной культуры ЛГУ, который окончила в 1930 году, получив специальность библиотекаря-библиографа. Одновременно работала от студенческой артели на хлебозаводе и чистильщицей станков на ткацкой фабрике. В 1930—1932 годах заведовала абонементом в библиотек Московско-Нарвского дома культуры, в 1932—1933 годах руководила передвижной базой в библиотеке завода «Красный путиловец», в 1933—1934 годах работала инструктором библиотечного фонда Союза МТС и совхозов.
В 1932—1935 годах обучалась в аспирантуре Библиотечного учебного комбината при Коммунистическом политико-просветительном институте имени Н. К. Крупской (в дальнейшем — Ленинградский государственный библиотечный институт). В 1934—1937 годах заведовала библиотечным фондом в Союзе строителей тяжелой промышленности, в 1937—1940 годах заведовала библиотекой в школе № 4 Приморского района. С 1932 года преподавала на курсах и семинарах работников библиотек, читала лекции по организации библиотечного дела и по основам библиографии на курсах при Библиотечном учебном комбинате, а также в Союзе строителей легкой промышленности.
В 1939 году поступила в аспирантуру при Государственной публичной библиотеке им. М. Е. Салтыкова-Щедрина (ГПБ) по специальности «история русской библиографии» (научный руководитель — П. Н. Берков), однако окончить её не успела из-за начала Великой отечественной войны и блокады Ленинграда. В 1940 году стала сотрудником библиотеки. С началом войны вместе с коллегами занималась перемещением книжных фондов в подвалы и готовила ценные документы к эвакуации.
Во время блокады занималась спасением частных книжных и рукописных собраний «в домах, пострадавших от бомб, обстрелов, пожаров, в опустевших и заброшенных квартирах», принимала участие «в строительстве оборонительных сооружений, заготовке дров, очистке города от нечистот и льда». «М. В. Машкова и сотрудники Отдела комплектования перенесли на руках, перевезли на санках или детских колясках, позднее — на попутных трамваях или грузовиках десятки тысяч книг и рукописей, среди которых были бесценные сокровища русской культуры. По свидетельству М. В. Машковой в Библиотеку было доставлено более 200 тысяч единиц печатных изданий и рукописей».
В мае 1942 зачислена в Отдел комплектования ГПБ главным библиотекарем с возложением обязанностей заместителя заведующего Отделом; с августа того же года — заведующая Отделом. Также была председателем экспертно-закупочной комиссии. В 1942—1943 годах читала лекции на курсах и семинарах библиотекарей военно-морских библиотек, на курсах повышения квалификации библиотечных работников парткабинетов и райкомов партии. В 1942—1943 годах вела блокадный дневник. Фрагмент дневника был использован А. М. Адамович и Д. А. Гранин при написании «Блокадной книги». «На страницах дневника часто упоминается имя Ольги Берггольц, с которой Марию Васильевну связывала дружба со студенческих лет».
С октября 1944 года возобновила занятия в аспирантуре, освобождена от руководства Отделом и была зачислена на половину ставки главного библиотекаря Резервного фонда. В 1946 году защитила диссертацию на соискание учёной степени кандидата педагогических наук по теме «Проблема репертуара книги в русской библиографии». С того же года в должности главного библиотекаря возглавила в Отделе каталогизации работу по составлению карточек на русскоязычные издания 1725—1926 годов.
С 1948 года по совместительству преподавала лекции по общей библиографии в библиотечном институте им. Н. К. Крупской и на Библиотечных курсах при ГПБ.
С 1949 года подвергалась травле за сокрытие информации о старших братьях-эсерах, участвовавших в мятеже 1918 года, и за «аполитичный подход к работе». В результате травли в марте 1951 года была уволена из ГПБ.
После увольнения работала в районной библиотеке им. Л. Н. Толстого Василеостровского района. В апреле 1954 года восстановлена в ГПБ в должности главного библиотекаря Отдела каталогизации. В декабре 1954 года переведена в Отдел печатных библиографических работ.
Впоследствии работала главным библиографом в Отделе научной информации и рекомендательной библиографии, с 1977 года — старший научный сотрудник Отдела библиографии и краеведения.
В 1972 году защитила диссертацию на соискание учёной степени доктора педагогических наук по теме «История русской библиографии начала XX века, до октября 1917 года» (в основу была положена одноимённая монография 1969 года).
Вышла на пенсию в 1979 году.
Похоронена вместе с мужем на Северном кладбище в Санкт-Петербурге.

### Личная жизнь
Была замужем за историком, заместителем директора ГПБ Всеволодом Александровичем Мариным (1909—1970).
В браке родились дети: сын Вадим (1931–2002), дочь Галина (1938–1947) и дочь Мария (1950 г. р.), которая в период 1977—2023 годов также работала библиографом в ГПБ. Также в семье воспитывались двое приемных детей — дочь Вуокко и сын Вальфрид, дети умершей сотрудницы ГПБ Е. П. Лаатикайнен .

## Научная деятельность
Автор свыше 70 научных работ по истории и теории дореволюционной и советской библиографии, национальной республиканской библиографии, библиографии библиографии, периодической печати, библиографических указателей и биографических очерков. Главная работа — «История русской библиографии начала XX века (до октября 1917 года)», которая хронологически продолжила фундаментальное исследование Н. В. Здобнова «История русской библиографии».
Автор статей «Здобнов Н. В.», «Мезьер А. В.», «Панов А. В.», «Пекарский П. П.» и «Поляков А. С.» в энциклопедическом словаре «Книговедение» (1982), статьи «Мезьер Августа Владимировна» в третьем издании БСЭ. Автор ряда статей в журнале «Советская библиография», сборниках «Труды ГПБ», по библиографии и книговедению, по библиографии и др.
Была членом учёных советов ГПБ, Ленинской библиотеки, Библиотеки Академии наук и библиотечного института. Принимала участие во многих конференциях и совещаниях. Состояла членом редколлегии ежегодника «Библиография советской библиографии».

## Награды
- Медаль «За оборону Ленинграда».
- Медаль «За доблестный труд в Великой Отечественной войне 1941—1945».
- Юбилейные медали.
- Значок Министерства культуры СССР «За отличную работу».
- Имя занесено в «Книгу почета» ГПБ.

## Основные работы
- Машкова М. В., Сокурова М. В. Общие библиографии русских периодических изданий 1703—1954 и материалы по статистике русской периодической печати. Аннотированный указатель. Под ред. П. Н. Беркова. — Л.: [Б. и.], 1956. — 139 с.
- Машкова М. В. П. П. Пекарский (1827—1872). Краткий очерк жизни и деятельности. Под проф. П. Н. Беркова. — М.: Изд-во ВКП, 1957. — 80 с.
- Машкова М. В. Н. В. Здобнов (1888—1942). Очерк жизни и деятельности. Под ред. П. Н. Беркова. — М.: Изд-во ВКП, 1959. — 132 с.
- Машкова М. В. Библиография советской библиографии. — М.: [Б. и.], 1959. — 34 с.
- Машкова М. В. А. В. Мезьер. Очерк жизни и деятельности (1869—1935). Под ред. П. Н. Беркова. — М.: Изд-во ВКП, 1962. — 96 с.
- Машкова М. В. История русской библиографии начала XX века (до октября 1917 года). — М.: «Книга», 1969. — 492 с.
- Результаты исследования текущего комплектования государственных массовых библиотек РСФСР. Ред. М. В. Машкова, Э. К. Сагидова. — Л.: [Б. и.], 1970. — 285 с.
- О практике текущего комплектования книжных фондов массовых библиотек и путях его совершенствования. Проект рекомендаций. Ред.-сост. М. В. Машкова. — Л.: Изд-во ГПБ, 1970. — 40 с.
- Об улучшении текущего комплектования книжных фондов государственных массовых библиотек РСФСР. Рекомендации. — Л.: [Б. и.], 1971.
- Развитие национальной библиографии в союзных и автономных республиках. Ред. М. В. Машкова. — Л.: Изд-во ГПБ, 1976. — 150 с.
- Из истории советской книги и библиографии. Ред. М. В. Машкова, О. С. Острой. — Л.: [Б. и.], 1974. — 178 с.
- Проблемы истории и теории отечественного книговедения и библиографии. Сб. статей. Ред. М. В. Машкова. — Л.: Изд-во ГПБ, 1976. — 141 с.
- Андреева Н. Ф., Машкова М. В. Русская периодическая печать (Общие и отраслевые библиографические указатели, 1703—1975). Аннотированный указатель. — М.: «Книга», 1977. — 183 с.
- Вопросы истории советской книги и библиографии: сборник трудов. Ред. М. В. Машкова, И. И. Фролова. — Л.: Изд-во ГПБ, 1978. — 166 с.